# 卡皮查-狄拉克效应
卡皮查-狄拉克效应（英語：Kapitsa–Dirac effect，簡稱KDE）是一种量子现象，即拥有良好空间相干性的粒子束（一般情况下为电子束）通过光场驻波时发生衍射，它是受激康普顿散射的一种特殊情况。该效应由保罗·狄拉克与彼得·列昂尼多维奇·卡皮察于1933年首次提出。
KDE可以通过德布罗意1924年的波粒二象性理论得到解释。因为粒子具有波的性质，粒子束会被以驻波形式存在的电磁场的空间周期性结构所散射，散射波又会与自身发生干涉（粒子束强度随空间位置而变，就像一般的光学衍射一样，产生极大与极小峰）。
实验上观测KDE要求高度相干光束，这在激光发明前是不可能实现的。2001年进行的实验证明了所猜想的衍射峰。